# Sesto Quatrini
Sesto Quatrini (Roma, 4 agosto 1984) è un direttore d'orchestra italiano.

## Biografia

### Formazione
Nasce a Roma il 4 agosto 1984 e cresce a Ronciglione (VT) dove studia tromba con Sandro Verzari. Successivamente si laurea in direzione d'orchestra, composizione e tromba studiando presso il Conservatorio “Alfredo Casella” dell'Aquila e la Civica Scuola di Musica “Claudio Abbado” di Milano.

### Inizi di carriera
Dal 2015 al 2016 è stato assistente di Fabio Luisi alla Metropolitan Opera di New York, al Danish Symphony Orchestra e al Festival della Valle d'Itria dove, nel 2017, ha avuto il suo debutto operistico italiano con il verdiano Un giorno di regno. Fonda due compagnie, Les Voix Concertantes a Parigi e Bare Opera a NYC con le quali debutta La traviata, Rigoletto, L'elisir d'amore e L'enfant et les sortilèges, L'enfant prodigue, Goyescas, La cambiale di matrimonio e Figaro&Figaro, fusione drammaturgica di Le nozze di Figaro e Il barbiere di Siviglia.

### Gli impegni in Italia
Dopo il suo debutto italiano a Martina Franca, torna al festival della Valle d'Itria per due anni consecutivi dirigendo Giulietta e Romeo di Vaccaj nel 2018, opera inaugurale della 44ª edizione del festival, con un cast composto da Leonor Bonilla, Raffaella Lupinacci, Leonardo Cortellazzi, Paoletta Marrocu, Vasa Stajkic e Christian Senn; Coscoletto di Offenbach ed Ecuba di Manfroce firmata da Pier Luigi Pizzi nel 2019 (la registrazione fatta dalla Rai è disponibile qui).
Nel 2017 dirige il Concerto di Capodanno con la Filarmonica Toscanini al Municipale di Piacenza e un Concerto Sinfonico al Teatro Regio di Torino. Tra il 2018 e 2019 debutta e dirige tre opere (L'elisir d'amore', Il barbiere di Siviglia, La traviata) e un gala al Teatro La Fenice di Venezia. Successivamente dirige Giulietta e Romeo a Martina Franca, concerti sinfonici e Le nozze di Figaro a Verona, Tosca a Piacenza, un Gala con Olga Peretyatko e Matteo Lippi al Regio di Parma e Carmen al Maggio Musicale Fiorentino, produzione che segna il suo debutto al teatro fiorentino.
Nella stagione successiva dirige due concerti al Regio di Torino per la chiusura di MITO SettembreMusica, una nuova produzione di Tosca con Francesco Meli, Luca Salsi e Chiara Isotton oltre che Norma al Teatro Municipale di Piacenza con Angela Meade, Michele Pertusi, Stefano La Colla e Paola Gardina. Dirige poi a Parma un concerto sinfonico con La Toscanini (2021) e un'altra nuova produzione di Norma (2022), in Liguria dirige il concerto finale del Concorso Lirico Internazionale di Portofino edizione 2021 e inaugura con la quinta di Mahler la stagione 21/22 al Teatro Ponchielli con l'Orchestra Giovanile Italiana. L'anno successivo dirige un concerto di Gala con Eleonora Buratto al Teatro Sociale di Mantova e debutta al Teatro Carlo Felice con Anna Bolena con un cast stellare, capitanato da Angela Meade nel ruolo eponimo, e la regia firmata da Alfonso Antoniozzi; e Il turco in Italia nell'allestimento storico con scene di Luzzati e costumi di Santuzza Calì, interpretato dagli allievi dell'Accademia di Alto Perfezionamento del Carlo Felice diretta dal tenore Francesco Meli. Dirige poi Carmen a Torino e Madama Butterfly alla Fenice di Venezia.
A fine 2022 debutta al Teatro alla Scala di Milano con un concerto di Gala con gli allievi dell'Accademia perfezionamento cantanti lirici del Teatro alla Scala e al Donizetti Opera con la prima moderna di Chiara e Serafina.
Il 21 novembre del 2022 prende parte al Gala “Uniti per Verdi”, tenuto al Teatro Lirico Giorgio Gaber e patrocinato dalla Società del Quartetto di Milano, che ha messo insieme alcune delle più belle voci della lirica italiana in un concerto per sensibilizzare l’opinione pubblica e le istituzioni sulla questione di Villa Verdi.
Nel 2023 dirige Il Flauto Magico al Teatro Regio di Torino nello storico allestimento di Barrie Kosky e Suzanne Andrade e debutta al Rossini Opera Festival in un Gala con Rosa Feola.
Nel 2024, torna a Parma per una nuova produzione de L'elisir d'amore con Francesco Meli nella parte di Nemorino e dirige la Sinfonica di Milano in un programma intitolato "Serate Romane" con musiche di Grieg (solista Nobuyuki Tsujii), Respighi e la prima esecuzione assoluta di "Maggese" di Filippo Del Corno, commissionato dall'Orchestra Sinfonica di Milano e dalla Fondazione Arturo Toscanini di Parma.

### Gli impegni all'estero
Sesto Quatrini dirige un Gala di opere italiane con Olga Peretyatko e l'Orchestra Haydn di Bolzano e Trento alla Alte Oper di Francoforte. Nel 2019 inaugura la stagione in due grandi teatri con due nuove produzioni: al Teatro Pérez Galdós di Las Palmas con Don Carlo e all'Oper Frankfurt con l'Otello di Rossini con regia di Michieletto. Nello stesso anno dirige La gazza ladra a Lisbona e, per la prima volta in Giappone, Francesca da Rimini di Mercadante inaugurando il Japan Belcanto Opera Festival di Tokyo con la Tokyo Philharmonic. Nel 2020 torna a Francoforte per dirigere Manon Lescaut con la messa in scena di Àlex Ollé e debutta al Théâtre du Capitole de Toulouse con L'elisir d'amore  con la regia di Arnaud Bernard. Nello stesso anno, dirige una nuova produzione dell'Elisir d'amore a Erl al Tiroler Festspiele.  Nel 2021 dirige per la prima volta a La Monnaie di Bruxelles e al Glyndebourne Festival Opera, in entrambi i casi con due nuove produzioni: Norma con la regia da Christophe Coppens con Enea Scala, Michele Pertusi, Raffaella Lupinacci e Sally Matthews a Bruxelles e Il turco in Italia con la regia di Mariame Clément e con un cast comprendente Elena Tsallagova, Michele Angelini, Rodion Pogossov e Nahuel di Pierro.
Nel 2023 ha debuttato alla Royal Opera House Muscat con Le nozze di Figaro, alla Royal Danish Opera con La traviata e alla Opernhaus Zürich con Don Pasquale (regia di Christof Loy).
Ha poi diretto alla Royal Opera House (L'elisir d'amore), alla Deutsche Oper Berlin (Rigoletto) e alla LNOBT aprendo prima la stagione con Aida e poi tornandoci per Les Contes d'Hoffman..  Debutta al Gran Teatre del Liceu in un Gala con Ermonela Jaho, Lisette Oropesa, Javier Camarena e Carlos Álvarez e affronta un doppio impegno all'Oper Frankfurt, dirigendo sia l'Otello di Rossini che quello di Verdi. Nell'autunno del 2024 debutta alla Staatsoper Hamburg con Carmen.

### Quatrini e la LNOBT
Il lungo rapporto con la Lithuanian National Opera and Ballet Theatre (LNOBT) inizia nel 2016 quando dirige il Baltic Tour di Kristine Opolais e, subito dopo, una nuova produzione de I Capuleti e i Montecchi. Nel corso della stagione 2017/2018 assume la carica di direttore artistico e tiene il concerto di insediamento, dirigendo anche tre opere italiane: Il barbiere di Siviglia, con la messa in scena di Emilio Sagi, La bohème e I Capuleti e i Montecchi.
Alla LNOBT inaugura le stagioni del 2019/2020, 2020/2021 e 2021/2022 rispettivamente con l'operetta di Leonard Bernstein Candide, Anna Bolena, con la regia di Andrea de Rosa, e Der Rosenkavalier con la regia di Damiano Michieletto.
Dal 2019 al 2022 dirige anche Madama Butterfly, La bohème, il Requiem di Verdi, un Gala con Olga Peretyatko, La Juive, Don Carlo, Goyescas, I Capuleti e i Montecchi. Nel 2023, Madama Butterfly e Rigoletto (con la regia storica di Zeffirelli) Aida e Les Contes d'Hoffman.
Come direttore artistico Sesto Quatrini ha innovato il teatro lituano, portandolo da un teatro di repertorio a uno di semistagione e invitando, negli anni, ospiti sempre più internazionali e prestigiosi senza dimenticare di dare spazio agli artisti più giovani, soprattutto a quelli lituani, mettendo questi ultimi in condizione di debuttare e crescere sul palco della LNOBT. Ispirandosi alle esperienze di “Opera Camion” realizzate a Roma e a Palermo,  il progetto “Opera Truck” raggiungeva i paesini più distanti da Vilnius per portare diffusamente l'opera nel Baltico. Tra gli altri progetti da lui voluti c'è la fondazione della “Cappella Concertante Vilnense”, ensemble barocco presentato al pubblico il 6 novembre 2022.
Il 2 maggio 2023, con una lettera aperta inviata al teatro e agli organi di stampa internazionali, ha annunciato la decisione di interrompere la collaborazione come direttore artistico della LNOBT alla scadenza naturale del contratto, il 30 giugno 2023.

## Vita privata
Nel 2020 è stato vittima di un caso di stalking al quale la stampa diede molta risonanza e che si concluse con l'arresto della stalker a Martina Franca.
Dall'estate 2022 è sposato con Maddalena Massafra. Il 22 luglio 2023 è stata annunciata la nascita della loro figlia, Nina, attraverso i social.

## Discografia
- Vaccaj, Giulietta e Romeo - Leonor Bonilla (Giulietta), Raffaella Lupinacci (Romeo), Leonardo Cortellazzi (Capellio), Paoletta Marrocu (Adele), Vasa Stajkic (Tebaldo), Christian Senn (Lorenzo), Orchestra dell'Accademia del teatro alla Scala, Coro del Teatro Municipale di Piacenza, Sesto Quatrini (direttore), Cecilia Ligorio (regista) - Festival della Valle d'Itria, 2019 Dynamic (DVD)
- Donizetti, Chiara e Serafina - Pietro Spagnoli (Don Meschino), Matías Moncada (Don Alvaro/Don Fernando), Fan Zhou (Serafina), Greta Doveri (Chiara), Hyun-Seo Davide Park (Don Ramiro), Sung-Hwan Damien Park (Picaro), Coro dell’Accademia Teatro Alla Scala, Orchestra Gli Originali, Sesto Quatrini (direttore), Gianluca Falaschi (regista) - Donizetti Opera, 2024 Dynamic (DVD)
- Donizetti, L'elisir d'amore - Liparit Avetysian (Nemorino), Nadine Sierra (Adina), Boris Pinkasovich (Belcore), Bryn Terfel (Dulcamara), Sarah Dufesne (Giannetta), Royal Opera House Orchestra, Royal Opera House Chorus, Sesto Quatrini (direttore), Laurent Pelly (regista) - Royal Opera House, 2023 Naxos (DVD)